# Rhyothemis graphiptera
Rhyothemis graphiptera är en trollsländeart som först beskrevs av Jules Pièrre Rambur 1842.  Rhyothemis graphiptera ingår i släktet Rhyothemis och familjen segeltrollsländor. Inga underarter finns listade i Catalogue of Life.

## Bildgalleri

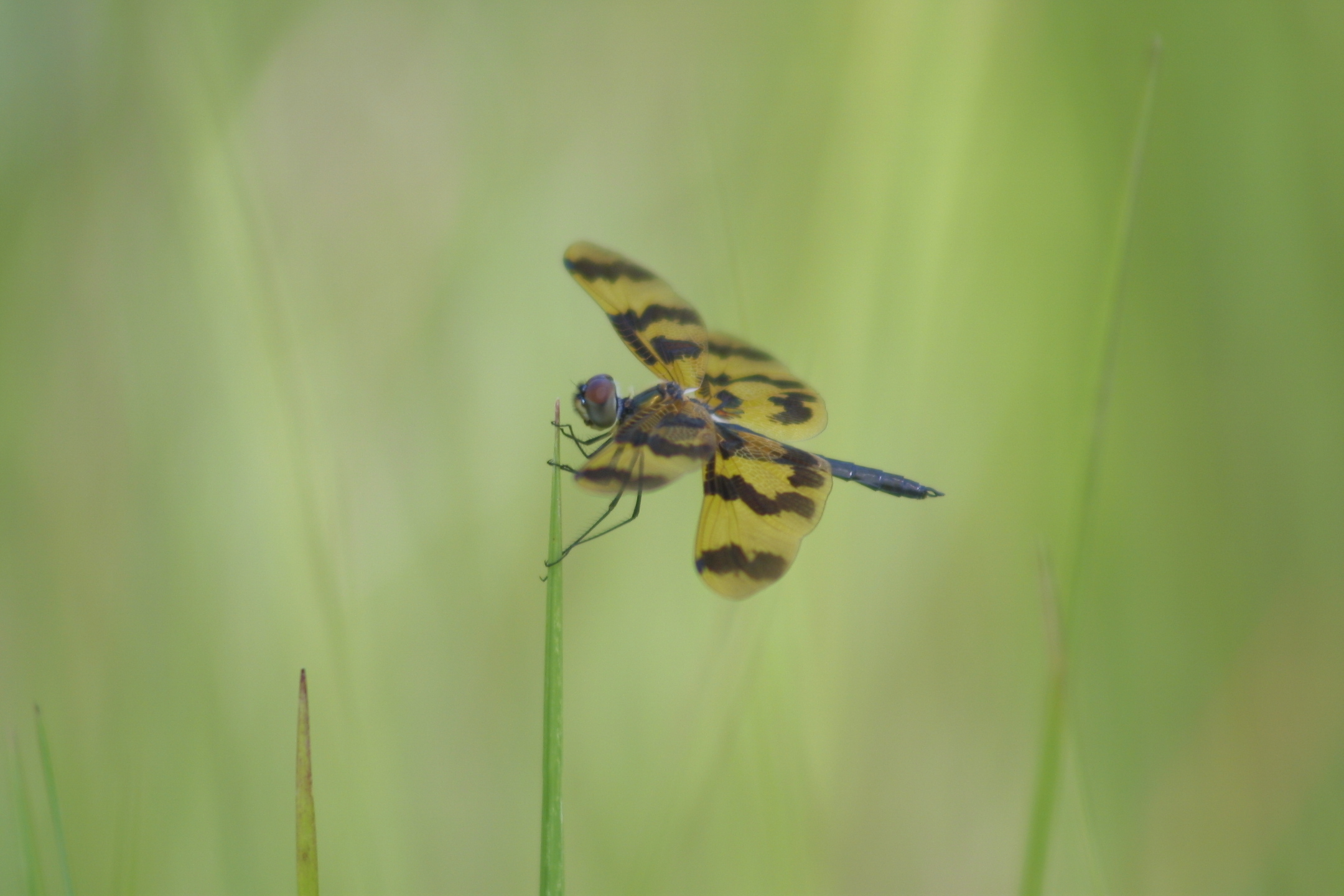
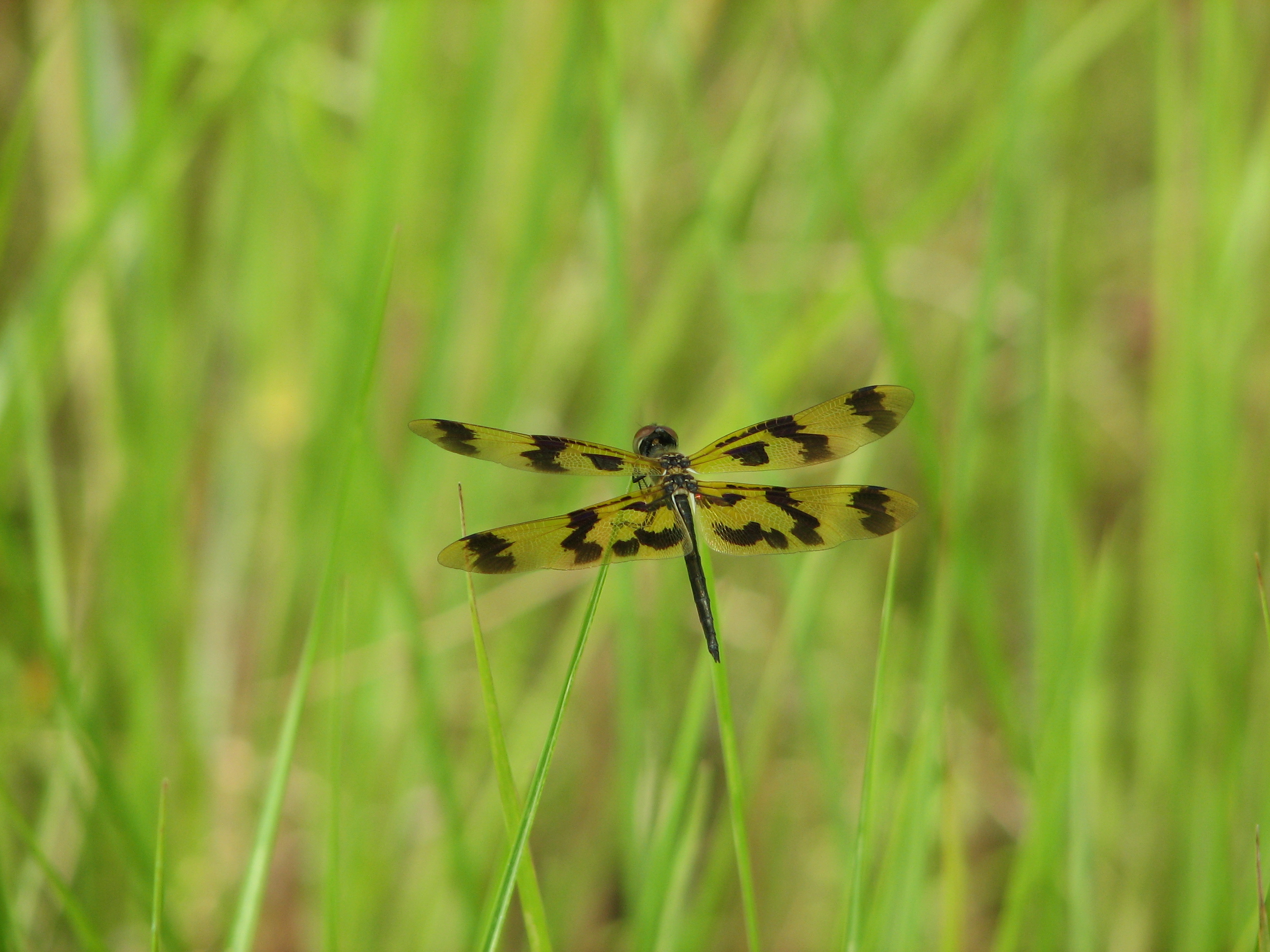
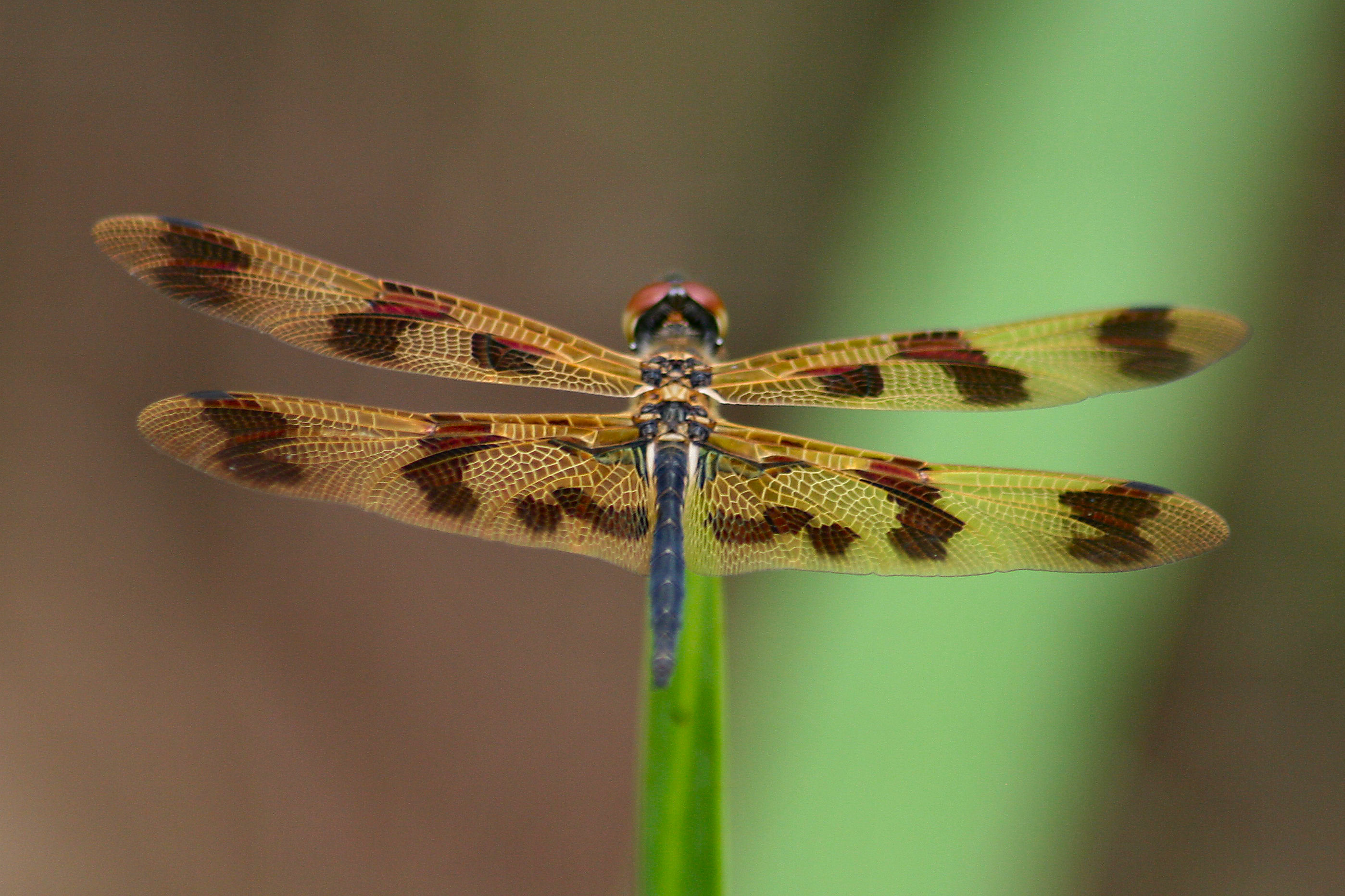
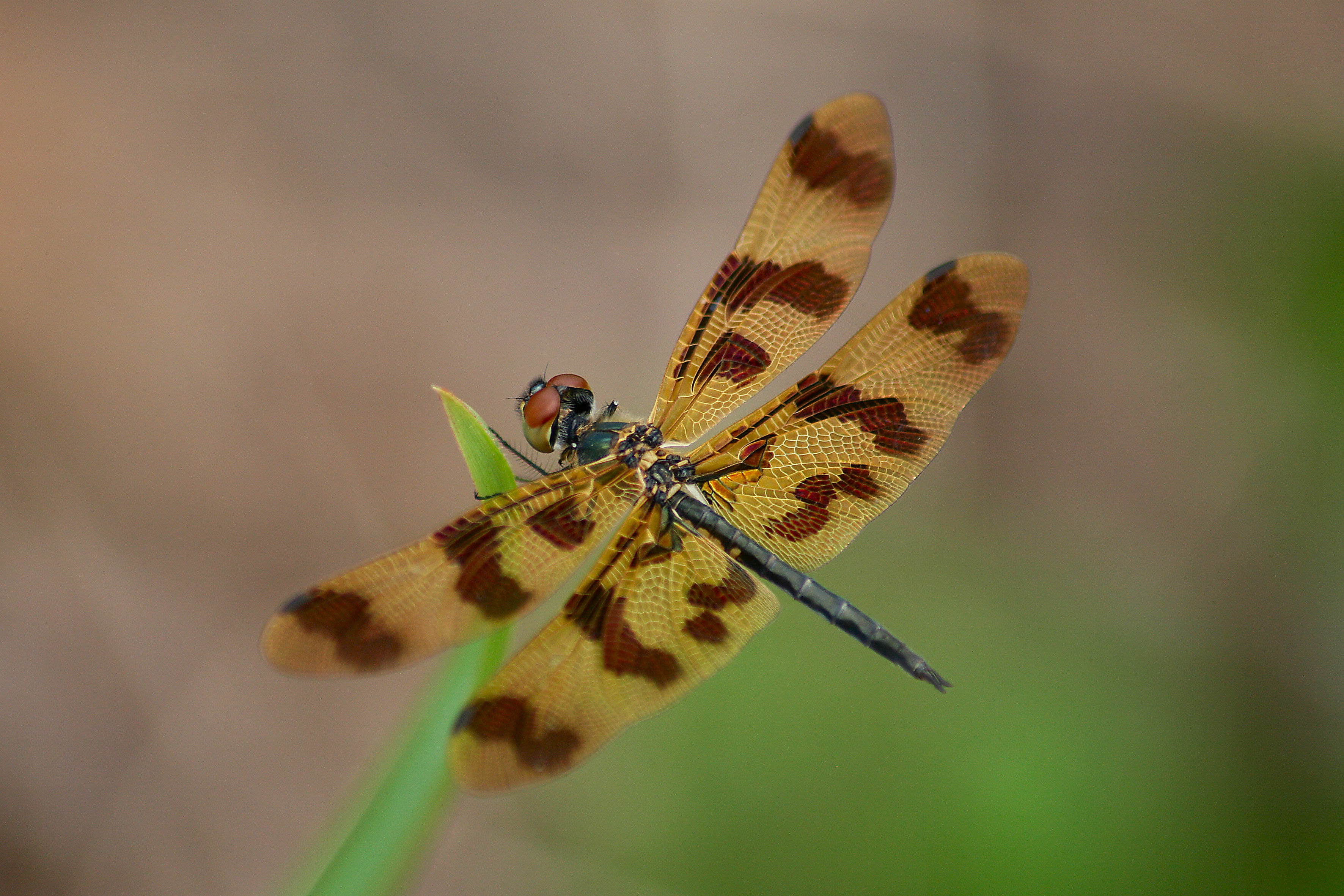